# Coppa panamericana maschile di pallavolo 2013
La Coppa panamericana maschile di pallavolo 2013 si è svolta dal 19 al 24 agosto 2013 a Città del Messico, in Messico. Al torneo hanno partecipato 7 squadre nazionali nordamericane e sudamericane e la vittoria finale è andata per la seconda volta al Brasile.

## Regolamento
Le sette squadre partecipanti sono state divise in due gironi: al termine della prima fase, le prime classificate di ogni girone hanno acceduto direttamente alle semifinali per il primo posto, le seconde e terze classificate di ogni girone hanno acceduto ai quarti di finale per il primo posto, mentre l'ultima classificata del girone B ha acceduto alla finale per il sesto posto; le squadre sconfitte ai quarti di finale per il primo posto hanno disputato la finale per il quinto posto; la squadra sconfitta alla finale per il quinto posto ha acceduto alla finale per il sesto posto.

## Gironi
| Girone A                     | Girone B                                              |
| ---------------------------- | ----------------------------------------------------- |
| Brasile Argentina Porto Rico | Messico Rep. Dominicana Stati Uniti Trinidad e Tobago |

## Fase finale

### Finali 1º e 3º posto
|  | Quarti          | Quarti     |         |            | Semifinali         | Semifinali         |  |  | Finale 1º/2º posto | Finale 1º/2º posto |
|  |                 |            |         |            |                    |                    |  |  |                    |                    |
|  |                 |            |         |            |                    |                    |  |  |                    |                    |
|  |                 |            |         |            |                    |                    |  |  |                    |                    |
|  | -               | -          |         |            |                    |                    |  |  |                    |                    |
|  | -               | -          |         |            |                    |                    |  |  |                    |                    |
|  | -               | -          |         |            |                    |                    |  |  |                    |                    |
|  | -               | -          | Messico | 3          |                    |                    |  |  |                    |                    |
|  |                 |            | Messico | 3          |                    |                    |  |  |                    |                    |
|  |                 | Argentina  | 1       |            |                    |                    |  |  |                    |                    |
|  | Argentina       | Argentina  | 1       | 3          |                    |                    |  |  |                    |                    |
|  | Argentina       |            |         | 3          |                    |                    |  |  |                    |                    |
|  | Rep. Dominicana | 0          |         |            |                    |                    |  |  |                    |                    |
|  | Rep. Dominicana | 0          | Messico | 0          |                    |                    |  |  |                    |                    |
|  |                 |            | Messico | 0          |                    |                    |  |  |                    |                    |
|  |                 | Brasile    | 3       |            |                    |                    |  |  |                    |                    |
|  | -               | Brasile    | 3       | -          |                    |                    |  |  |                    |                    |
|  | -               |            |         | -          |                    |                    |  |  |                    |                    |
|  | -               | -          |         |            |                    |                    |  |  |                    |                    |
|  | -               | -          | Brasile | 3          | Finale 3º/4º posto | Finale 3º/4º posto |  |  |                    |                    |
|  |                 |            | Brasile | 3          | Finale 3º/4º posto | Finale 3º/4º posto |  |  |                    |                    |
|  |                 | Porto Rico | 0       |            |                    |                    |  |  |                    |                    |
|  | Stati Uniti     | Porto Rico | 0       | 2          | Argentina          | 3                  |  |  |                    |                    |
|  | Stati Uniti     |            |         | 2          | Argentina          | 3                  |  |  |                    |                    |
|  | Porto Rico      | 3          |         | Porto Rico | 2                  |                    |  |  |                    |                    |
|  | Porto Rico      | 3          |         |            | 2                  |                    |  |  |                    |                    |
|  |                 |            |         |            |                    |                    |  |  |                    |                    |
|  |                 |            |         |            |                    |                    |  |  |                    |                    |

## Podio

### Campione
Formazione: 1 Domingos, 4 Pinto, 5 Silva, 8 Lucarelli, 9 Rosa, 12 Santos, 14 Buiatti, 17 Radke, 21 Weber, 22 Lóh, 23 do Rêgo, 24 de Souza, CT: Roberley

### Secondo posto
Formazione: 1 Valdés, 3 Vargas, 4 Ruiz, 5 R. Rangel, 7 Quinones, 8 Herrera, 10 P. Rangel, 11 Barajas, 12 Acosta, 14 Aguilera, 15 Manzo, 17 Orellana, CT: Hernández

### Terzo posto
Formazione: 3 Gandini, 5 Álvarez, 6 Lloveras, 7 Vinti, 8 Franetovich, 10 Finoli, 12 Ramonda, 14 Palacios, 16 Ruiz, 17 Méndez, 18 Vega, 19 Postemsky, CT: Grossi

## Classifica finale
| Classifica | Squadre           |
| ---------- | ----------------- |
|            | Brasile           |
|            | Messico           |
|            | Argentina         |
| 4          | Porto Rico        |
| 5          | Stati Uniti       |
| 6          | Rep. Dominicana   |
| 7          | Trinidad e Tobago |